# Montalet-le-Bois
Montalet-le-Bois là một xã thuộc tỉnh Yvelines, trong vùng Île-de-France, Pháp, cự ly khoảng 20 km về phía đông của Mantes-la-Jolie và 8 km về phía tây bắc Meulan.
Người dân địa phương trong tiếng Pháp gọi là Montalboisiens
Nằm ở phía nam Vexin Pháp, Montalet-le-Bois là một xã nông nghiệp và có một phần rừng. Các xã giáp ranh là: Lainville-en-Vexin về phía tây bắc, de Sailly về phía

## Biến động dân số
| 1793 | 1800 | 1806 | 1821 | 1831 | 1836 | 1841 | 1846 | 1851 |
| ---- | ---- | ---- | ---- | ---- | ---- | ---- | ---- | ---- |
| 150  | 173  | 156  | 194  | 197  | 192  | 201  | 187  | 195  |

| 1856 | 1861 | 1866 | 1872 | 1876 | 1881 | 1886 | 1891 | 1896 |
| ---- | ---- | ---- | ---- | ---- | ---- | ---- | ---- | ---- |
| 187  | 164  | 173  | 170  | 170  | 139  | 172  | 185  | 172  |

| 1901 | 1906 | 1911 | 1921 | 1926 | 1931 | 1936 | 1946 | 1954 |
| ---- | ---- | ---- | ---- | ---- | ---- | ---- | ---- | ---- |
| 174  | 147  | 137  | 131  | 153  | 136  | 140  | 125  | 133  |

| 1962                                         | 1968 | 1975 | 1982 | 1990 | 1999 | - | - | - |
| -------------------------------------------- | ---- | ---- | ---- | ---- | ---- | - | - | - |
| 150                                          | 134  | 131  | 149  | 244  | 291  | - | - | - |
| Số liệu kể từ 1962 : dân số không tính trùng |      |      |      |      |      |   |   |   |

## Hành chính

### Les maires de Montalet-le-Bois
| Danh sách các thị trưởng               |           |               |      |         |
| Giai đoạn                              | Giai đoạn | Tên           | Đảng | Tư cách |
| 1995                                   | 2001      | Robert Biesse |      |         |
| 2001                                   | 2004      | Robert Biesse |      |         |
| 2004                                   | 2008      | Michel Hanon  |      |         |
| 2008                                   | 2014      | Michel Hanon  |      |         |
| Tất cả các dữ liệu trước đây không rõ. |           |               |      |         |